# Theatre Royal, Montréal

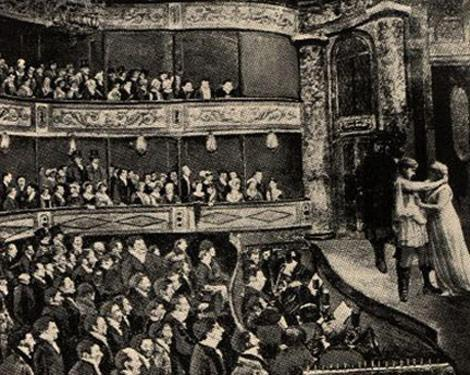
Theatre Royal Montreal 1825

Theatre Royal eller Molson Theatre var en historisk teater i Montréal i Kanada, öppnad 1825 och aktiv fram till 1930 (i en ny byggnad från 1851). Det var den första teatern i Kanada. 
Teatern spelade en viktig roll i Kanadas teaterhistoria. I Franska Kanada hade teater förbjudits av den katolska kyrkan 1694.  Efter att Kanada blivit brittiskt började teaterkonsten utvecklas: pjäser uppfördes av den brittiska armén, Edward Allens engelskspråkiga teatersällskap Allens Company of Comedians (1785) och Joseph Quesnels franskspråkiga Les Jeunes Messieurs Canadiens (1789) började turnera, och 1789 invigdes New Grand Theatre i Halifax.  Ingen offentlig teaterbyggnad uppfördes dock i det tidigare Franska Kanada förrän Theatre Royal uppfördes av den brittiskättade köpmannen John Molson i Montréal år 1825, och denna följdes senare samma år av Theatre Royal, Quebec: den tidigare Haymarket Theatre i Quebec (1790-1840) användes enbart av privata teatersällskap.
Teatern rymde 1000 sittplatser, bekostades för $30,000 och invigdes samma år med en personal på 50 personer. Den uppförde pjäser av Shakespeare och restaurationstidens engelska pjäsförfattare. Företaget bar sig dock inte och upplöstes året därpå.  Byggnaden användes sedan för konserter, cirkusföreställningar och kringresande teatersällskap i Kanada, där teater från och med denna tid fick sitt genombrott.  Teatern revs 1844-45, och uppfördes på nytt på en annan plats i staden 1851.  